# Andreas Madsen
Andreas Madsen (født 17. oktober 1881 i Handbjerg, død 1. september 1965 i San Carlos de Bariloche, Argentina), var en dansk opdagelsesrejsende og forfatter. Han rejste afsted med båd i slutningen af 1800 tallet. Efter sin ankomst til Argentina i 1901, arbejdede han i grænsekommissionen under kommando af Perito Moreno.  Han slog sig ned nær bjerget Fitz Roy og det var der, han skrev La Patagoniavieja, der blev udgivet første gang i 1948.

## Biografi
Han ankom til Argentina i 1901 og sluttede sig til grænsekommissionerne, ledet af eksperten Francisco Pascacio Moreno, hvis mission var at afgrænse grænseområdet til Chile i Patagonien. Andreas blev ansat for sine evner som bådmand.
Efter at have rundet området omkring Buenos Aires, San Martín og Viedma søerne slog han sig ned ved sidstnævnte omkring 1903. Der levede han en alene i fem måneder i absolut ensomhed ved søens bred. Ved den lejlighed byggede han sit første hjem af træ og Guanakohuder. I årevis udførte han forskellige opgaver som værkfører på ranches, passede besætninger, guidede oksehold og arbejdede en tid på Bonvalot & Co. Company's savværker.
I tjeneste for et uldfirma sejlede han i en lille båd fra Viedma-søen til Atlanterhavet, gennem Leona-floden, Argentino-søen og Santa Cruz-floden, for at undersøge flodens sejlbarhed, da han var den første til at gøre det alene.
Han tog også en tur med en oksekærre i sneen, kun med et kompas til at navigere efter, og blev pioner på vejen, der i øjeblikket forbinder Viedma-regionen med byen Mata Amarilla.
I 1912 vendte han tilbage til Danmark, for at finde sin bardoms kæreste. Han blev gift med Steffany Thomsen. To år senere, i begyndelsen af Første Verdenskrig, vendte han tilbage til Argentina og fortsatte med at arbejde i området ved Viedma-søen, indtil han på grund af pres fra grupper af store jordejere måtte flytte længere mod vest og bosatte sig på bredden af Vueltas-floden, ved foden af Fitz Roy. Under hensyntagen til de forskellige arbejder udført i årenes løb af Madsen i Patagonien, giver staten ham et lejemål på omkring 17.000 hektar vest for Las Vueltas-floden og yderligere 3.000 øst for den.
Andreas Madsen grundlagde sin ranch der ved navn Estancia Cerro Fitz Roy, da bjergmassivet lå inden for den grund, som han udlejede til den argentinske stat på det tidspunk. Senere overgav han dele af grunde til nationalparken.
Han fik fire børn: Peter Christian, Karl Richard, Fitz Roy og Anna Margarethe sammen med Fanny.
På indgangsdøren til hans hus lød sætningen: "Tænk højt, føl dybt, tal klart."
I 1963 flyttede han til San Carlos de Bariloche, da hans børn Anna og Peter var i den by. Han døde der den 1. september 1965, og i 1972 blev hans rester overført til familiens kirkegård, ifølge hans testamente, som ligger få meter fra hans hjem, La Estancia Cerro Fitz Roy.